# Acquirente Unico
Acquirente Unico S.p.A. è la società per azioni del gruppo Gestore dei servizi energetici (GSE S.p.A.), interamente partecipata dal Ministero dell'economia e delle finanze.  

## Funzioni
Acquirente unico è il garante (affidato per legge) della fornitura di energia elettrica per i clienti del "mercato di salvaguardia" e del "mercato di maggior tutela", cioè per i clienti che ancora non hanno scelto un fornitore sul libero mercato: il compito di Acquirente Unico è quello di acquistare energia elettrica alle condizioni più favorevoli sul mercato e di cederla alle imprese di vendita al dettaglio per rifornire gli utenti domestici e le piccole imprese che non acquistano sul mercato libero. I prezzi di vendita del "mercato tutelato" sono infatti stabiliti dall'Autorità di Regolazione per Energia Reti e Ambiente. Ad AU sono state poi affidate altre competenze per meglio tutelare i consumatori e per favorire il processo di liberalizzazione del mercato elettrico e del gas.
Tra queste, la gestione dello sportello per il consumatore di energia per conto dell'Autorità per l'energia elettrica e il gas, per informare i consumatori sui propri diritti e supportarli nella risoluzione gratuita delle controversie con i propri fornitori; la realizzazione e gestione del SII-sistema informativo integrato, per la gestione dei flussi informativi dei mercati dell'energia elettrica e il gas; il servizio di conciliazione, che facilita la composizione delle controversie tra clienti finali e operatori di energia elettrica e gas, aiutandoli ad individuare la migliore soluzione tra le parti; la gestione dell'OCSIT, l'organismo di gestione delle scorte petrolifere; la gestione delle informazioni relative al canone Rai in bolletta.

## Storia
È stata istituita il 12 novembre 1999 da Gestore della rete di trasmissione nazionale S.p.A. (oggi GSE spa) ai sensi dell'articolo 4, comma 1 del decreto legislativo 79/99 (Attuazione della direttiva 96/92/CE recante norme comuni per il mercato interno dell'energia elettrica), che prevedeva la costituzione di una società che fosse garante della disponibilità e della fornitura di energia elettrica, e della previsione della domanda di energia elettrica.

Il Gestore della rete era tenuto a mantenere la maggioranza del capitale.
Dal 1º gennaio 2004, l'Acquirente unico è titolare della fornitura ai clienti del mercato vincolato, prevista dal D. Lgs. 79/99, art. 4.

## Riferimenti normativi
- Decreto ministeriale 20 agosto 2019 - Determinazione dei contributi a conguaglio per l'anno 2018 e provvisorio per l'anno 2019 all'Organismo centrale di stoccaggio italiano e relative modalità di versamento per l'effettuazione delle funzioni in materia di scorte petrolifere.